# Stupro correttivo
Lo stupro correttivo è un crimine d'odio in cui una o più persone vengono violentate a causa del loro orientamento sessuale o identità di genere. Il principale scopo comune dello stupro, dal punto di vista del perpetratore, è di trasformare la persona da omosessuale a eterosessuale o di far rispettare la conformità degli stereotipi di genere.

## Definizioni
Lo stupro correttivo è l'uso dello stupro contro persone che non si conformano alle norme sociali preesistenti riguardo alla sessualità umana o ai ruoli di genere. L'obiettivo è punire il comportamento ritenuto "anomalo" e rafforzare le norme sociali. Il crimine è stato individuato per la prima volta in Sud Africa, dove, a volte, è supervisionato da membri della famiglia o della comunità locale.
Le linee guida sulla terminologia dell'UNAIDS 2015 delle Nazioni Unite suggeriscono che il termine stupro correttivo non dovrebbe più essere usato in quanto suggerisce che qualcosa debba essere corretto. Le linee guida propongono invece di utilizzare il termine stupro omofobico.

## Fattori contribuenti e motivazioni
A causa dell'omofobia e dell'eteronormatività, i crimini d'odio basati sulla sessualità (al contrario di razza, genere, classe, età, ecc.) spesso (in alcuni luoghi) non sono riconosciuti dalle autorità. Uno studio del 2000 ha rivelato un'atmosfera favorevole ai crimini di odio contro gay e lesbiche e la presenza degli "stupri correttivi".
Alcune persone credono che lo stupro correttivo possa "riparare" le persone che non sono conformi alle norme di genere o che non sono eterosessuali. ActionAid riferisce che i sopravvissuti ricordano di essere stati informati di "aver ricevuto una lezione". Alcuni autori del crimine di odio sono spinti da un senso di misoginia e sciovinismo.
Alcune fonti sostengono che molti casi di stupro correttivo sono causati tracciando conclusioni morali dal dibattito sull'educazione alla natura. Nonostante la comunità scientifica riferisca che l'orientamento sessuale sia il risultato della biologia, molte persone non credono che l'omosessualità (o altre forme di non-eterosessualità) abbia una base genetica e invece credono che sia solo il risultato del proprio ambiente. Per questo motivo, alcune di queste persone credono che l'orientamento sessuale possa essere cambiato.

## Intersezionalità
L'intersezionalità sta intersecando identità sociali e sistemi correlati di oppressione, dominio o discriminazione. In Sud Africa, le lesbiche nere affrontano l'omofobia, il sessismo, il razzismo e il classismo. Nel 2008 la ricerca di Triangle, un gruppo per i diritti degli omosessuali, ha rivelato che le lesbiche nere avevano due volte più paura degli attacchi sessuali rispetto alle lesbiche bianche. Inoltre, le donne nere che si identificano come lesbiche sono viste come "non africane" dai loro coetanei. Prendere in considerazione i retaggi etnici, viene ritenuto essenziale quando si esamina lo stupro correttivo, poiché entrambi i soggetti si incrociano l'uno con l'altro e si influenzano a vicenda pesantemente.
L'intersezionalità gioca un ruolo importante nei casi di stupro correttivo, come molti si verificano in paesi sottosviluppati come il Sudafrica e l'India in cui etnia, classe e genere sono fattori fondamentali nei diritti che un individuo riceverà. Sessualità e genere, in particolare, definiscono il grado sociale e politico degli individui.

## Impatto sulle vittime
Lo stupro correttivo e altri atti di violenza che si accompagnano ad esso possono provocare traumi fisici e psicologici, mutilazioni, gravidanze indesiderate e possono contribuire al suicidio. Lo stupro correttivo contribuisce in modo significativo all'infezione da HIV nelle lesbiche sudafricane. In Sud Africa circa il 10% delle lesbiche è HIV positivo, con lo stupro correttivo come la causa più probabile.
Gli effetti psicologici dello stupro correttivo sulle vittime possono essere dannosi. Molte vittime in paesi come il Sudafrica e l'India dove lo stupro correttivo è più diffuso soffrono di un forte senso di insicurezza e di mancanza di potere a causa della forte omofobia nelle loro comunità. Questa omofobia può portare a violenze sia fisiche che psicologiche. Le vittime di stupro correttive possono soffrire di depressione, ansia e/o disturbo da stress post-traumatico. A causa della discriminazione razziale e sessuale nell'assistenza sanitaria, le vittime devono spesso affrontare questi problemi da sole.